# The Memory Remains
Singles de Metallica
Bleeding Me
(1997) The Unforgiven II
(1998)
The Memory Remains est une chanson de Metallica, sortie en tant que premier single de l'album de 1997 ReLoad. Elle fut la première fois interprétée en live dans une version jam le 2 juillet 1996. La chanson est écrite par James Hetfield et Lars Ulrich.
Le thème de la chanson parle d'une célébrité déchue prête à tout pour récupérer sa gloire perdue, un thème proche de celui du film Sunset Boulevard. The Memory Remains est interprétée par Metallica et Marianne Faithfull.

## Composition et thème
La partie de riff de l'intro est similaire à la chanson de Black Sabbath Sabbath Bloody Sabbath.
La chanson est chantée par Metallica et Marianne Faithfull. Lars Ulrich a déclaré que James Hetfield voulait une voix féminine sur la chanson. Après s'être demandé qui était assez charismatique pour la chanter, les noms de Patti Smith et Joni Mitchell ont été évoqués. Mais c'est finalement Marianne Faithfull qui a été contactée. Celle-ci était ravie de travailler sur la chanson. James Hetfield et Lars Ulrich se sont alors rendus à Dublin. Lars Ulrich a dit « Nous sommes sortis avec elle toute la journée, nous avons bu du vin à Dublin et nous nous sommes bien amusés,. »
La chanson parle d'une célébrité has-been qui veut à tout prix récupérer sa gloire passée mais qui est devenue à moitié folle parce qu'elle a sombré dans l'oubli. Le thème est donc proche de celui du film Sunset Boulevard. Les paroles « ash to ash, dust to dust, fade to black » (« les cendres à la cendre, la poussière à la poussière, disparition dans le noir ») sont probablement une référence à une chanson précédente de Metallica Fade to Black[réf. nécessaire].

## Représentations et reprises

### Autres versions
Le groupe, avec Marianne Faithfull, a interprété la chanson le 6 décembre 1997 lors de l'émission Saturday Night Live. Une version live de la chanson est alors sortie en tant que face B du single The Unforgiven II. Elle a plus tard été jouée avec l'orchestre symphonique de San Francisco (dirigé par Michael Kamen) sur l'album S&M. Une autre version live est incluse sur Orgullo, Pasión y Gloria: Tres Noches en la Ciudad de México.

### Reprises
Plusieurs groupes ont repris la chanson (en live ou enregistrement) : Avenged Sevenfold, The Kovenant, Spleen, Iron Horse et The Stanford Harmonics.

### Utilisation dans les médias
On peut entendre la chanson jouée dans le club de striptease Bada Bing! dans le 12e épisode de la 2e saison des Soprano, Le Chevalier blanc dans son armure de satin en 2000.
La chanson est également présente dans le jeu vidéo Guitar Hero: Metallica sorti en 2009.
La chanson est aussi utilisée pour la promo du match de WrestleMania XXVIII Triple H vs The Undertaker. Elle a aussi été entendue lors de la descente de la cage du Hell in a Cell.

## Performance dans les charts
Le single a eu du succès, atteignant la 28e place sur le Billboard Hot 100, la 3e dans le Mainstream Rock Tracks et la 13e dans le UK Singles Chart. Après ce titre, Metallica n'est plus entré dans le top 40 du Billboard Hot 100 avant son single de 2008 The Day That Never Comes.

## Clip vidéo
Le clip de The Memory Remains, qui a été réalisé par Paul Andresen, a lieu dans un univers surréaliste sans gravité. Le groupe joue sur une large plateforme suspendue qui fait des rotations complètes. La plateforme et le groupe sont en fait immobiles, c'est la pièce, construite comme une grande boîte, qui tourne autour d'eux comme l'attraction Hex dans le parc Alton Towers au Royaume-Uni. Marianne Faithfull chante dans un couloir sombre et tourne la manivelle d'un orgue de Barbarie. Dans certaines scènes, de l'argent vole à travers la pièce.
Selon Encyclopedia Metallica, la vidéo a été tournée à l'aéroport de Van Nuys et a coûté près de 400 000$, la plateforme ayant coûté plus de 100 000 $. La vidéo a pour la première fois été diffusée sur MTV dans l'émission Mattrock le 15 novembre 1997.

## Charts
| Chart (1997)                          | Meilleure position |
| ------------------------------------- | ------------------ |
| Charts australiens                    | 6                  |
| Charts autrichiens                    | 20                 |
| Charts belges (Wallonie)              | 28                 |
| Charts danois                         | 13                 |
| Charts hollandais                     | 15                 |
| Charts finlandais                     | 1                  |
| Charts allemands                      | 20                 |
| Charts néo-zélandais                  | 23                 |
| Charts norvégiens                     | 3                  |
| Charts suédois                        | 4                  |
| Charts suisses                        | 30                 |
| Charts anglais                        | 13                 |
| UK Rock and Metal Chart               | 1                  |
| U.S. Billboard Hot 100                | 28                 |
| U.S. Billboard Mainstream Rock Tracks | 3                  |

## Liste des pistes
| 1. | The Memory Remains                                     | 4:38 |
| 2. | Fuel for Fire (work in progress with different lyrics) | 4:41 |
| 3. | Memory (demo)                                          | 6:41 |

| 1. | The Memory Remains                                                   | 4:38  |
| 2. | The Outlaw Torn (Unencumbered by Manufacturing Restrictions Version) | 10:48 |
| 3. | King Nothing (Tepid Mix)                                             | 5:07  |

| 1. | The Memory Remains                                 | 4:38 |
| 2. | For Whom the Bell Tolls (Haven't Heard It Yet Mix) | 4:39 |

## Personnel
Metallica
- James Hetfield – chant, guitare rythmique
- Kirk Hammett – guitare solo et rythmique
- Jason Newsted – basse
- Lars Ulrich – batterie

Autre interprète
Marianne Faithfull – voix additionnelles sur The Memory Remains
Production
- The Memory Remains, Fuel for Fire et The Outlaw Torn produit par Bob Rock, Hetfield et Ulrich
- The Memory Remains et Fuel for Fire mixée par Randy Staub
- The Outlaw Torn mixée par Mike Fraser
- The Memory Remains et The Outlaw Torn mastering par George Marino
- King Nothing (Tepid Mix) remixée par Sascha Konietzko
- For Whom the Bell Tolls (Haven't Heard It Yet Mix) remixée par DJ Spooky

## Source
- (en) Cet article est partiellement ou en totalité issu de l’article de Wikipédia en anglais intitulé « The Memory Remains » (voir la liste des auteurs).